# Vụ tự thiêu của Aaron Bushnell
Vào ngày 25 tháng 2 năm 2024, Aaron Bushnell, một quân nhân 25 tuổi thuộc Lực lượng Không quân Hoa Kỳ, đã tử vong sau khi tự thiêu bên ngoài cổng của Đại sứ quán Israel tại Washington, D.C.. Trước đó, anh đã phát trực tiếp trên Twitch và cho biết bản thân phản đối "những gì người dân đã phải trải qua ở Palestine dưới bàn tay của những kẻ thực dân" và tuyên bố rằng mình "sẽ không còn đồng lõa với nạn diệt chủng nữa", sau đó tự thiêu bản thân bằng một chất lỏng dễ cháy.
Khi tự thiêu, Bushnell liên tục hô to "Palestine tự do!" trong khi một sĩ quan mật vụ chĩa súng vào anh và hai người khác đang cố gắng dập lửa. Sở Cảnh sát Đô thị cũng có phản ứng để hỗ trợ Sở Mật vụ. Bushnell được chở đến bệnh viện địa phương trong tình trạng nguy kịch và được xác nhận đã tử vong vào tối cùng ngày.
Hành động của Bushnell là vụ tự thiêu thứ hai phản đối sự hỗ trợ của Hoa Kỳ dành cho Israel trong cuộc chiến tranh Israel – Hamas, đã giết chết hơn 30.000 người Palestine và dẫn đến một cuộc khủng hoảng nhân đạo lớn. Vào tháng 12 năm 2023, một người biểu tình khác đã tự thiêu tại lãnh sự quán Israel ở Atlanta. Nhiều người coi hành động của Bushnell là anh hùng và gọi anh là một vị tử đạo. Những người khác cho rằng vụ tự sát của Bushnell không nên được ca ngợi hay coi là một hình thức phản kháng chính trị hợp pháp, đồng thời cảnh báo về những "kẻ bắt chước" có thể làm theo.

## Bối cảnh

### Xuất thân và quan điểm của Bushnell
Bushnell lớn lên ở Orleans, Massachusetts, trong khu phức hợp biệt lập Kitô giáo Cộng đồng của Jesus. Anh theo học tại trường phổ thông Nauset Regional và làm việc cho một công ty xuất bản sách, âm nhạc và video Kitô giáo có trụ sở tại Brewster, Massachusetts từ năm 2015 đến năm 2017. Năm 2019, anh có chia sẻ với bạn bè về việc bản thân đã rời Cộng đồng của Jesus. Từ tháng 5 năm 2020, anh bắt đầu sự nghiệp tại Lực lượng Không quân Hoa Kỳ (USAF), sau khi hoàn thành khóa đào tạo Cơ bản & Kỹ thuật. Anh được đào tạo trở thành kỹ thuật viên hệ thống khách hàng, chuyên về an ninh mạng. Anh sau đó làm kỹ sư DevOps của USAF ở San Antonio, Texas và theo đuổi bằng đại học kỹ thuật phần mềm tại Đại học Southern New Hampshire.
Theo chia sẻ từ một người bạn của Bushnell tên là Lupe Barboza trong một cuộc phỏng vấn với Al Jazeera, cô cho biết Bushnell là một người theo đạo và chống chủ nghĩa đế quốc, nhưng cô không cho rằng Bushnell đang mắc bệnh tâm thần. Những người bạn khác thì chia sẻ rằng hợp đồng của Bushnell sẽ hết hạn vào tháng 5 và sau vụ cảnh sát sát hại George Floyd, Bushnell trở nên cởi mở hơn trong việc chống lại quân đội. Bushnell tự cho mình là một người theo chủ nghĩa vô trị. Chưa đầy hai tuần trước khi tự sát, anh có nói chuyện với một người bạn về điểm chung là những người theo chủ nghĩa vô trị cũng như rủi ro và sự hy sinh cần thiết để theo chủ nghĩa này một cách hiệu quả. Bushnell đã sử dụng biểu tượng chủ nghĩa vô trị làm ảnh đại diện tài khoản Twitch của mình, là tài khoản mà anh sử dụng để phát trực tiếp vụ tự sát của mình với tên người dùng là "LillyAnarKitty". Trên Facebook, anh cũng đã theo dõi và thích một số trang theo chủ nghĩa vô trị. Trong những tháng trước vụ tự thiêu, anh đã đăng tải nhiều bài đăng trên Reddit liên quan đến chủ nghĩa vô trị. CrimethInc, một cộng đồng chủ nghĩa vô trị xác nhận Bushnell đã liên hệ với họ ngay trước vụ tự sát và yêu cầu họ "đảm bảo đoạn phim được lưu trữ và báo cáo".
Một tài khoản Reddit được cho là của Bushnell đã tố cáo Israel là một "nhà nước phân biệt chủng tộc thực dân định cư" và đăng một bình luận nói rằng không có "thường dân" Israel nào không liên quan đến việc đàn áp Palestine.

### Vụ tự thiêu ở Atlanta vào tháng 12 năm 2023
Bushnell không phải là người đầu tiên ở Hoa Kỳ tự thiêu để phản đối Israel về khủng hoảng nhân đạo ở Palestine. Vào ngày 1 tháng 12 năm 2023, một cá nhân – chính quyền Atlanta không tiết lộ danh tính, đã biểu tình thông qua việc tự thiêu bên ngoài lãnh sự quán Israel ở Atlanta, Georgia khiến nhiều người biểu tình bị thương nặng.

## Diễn biến

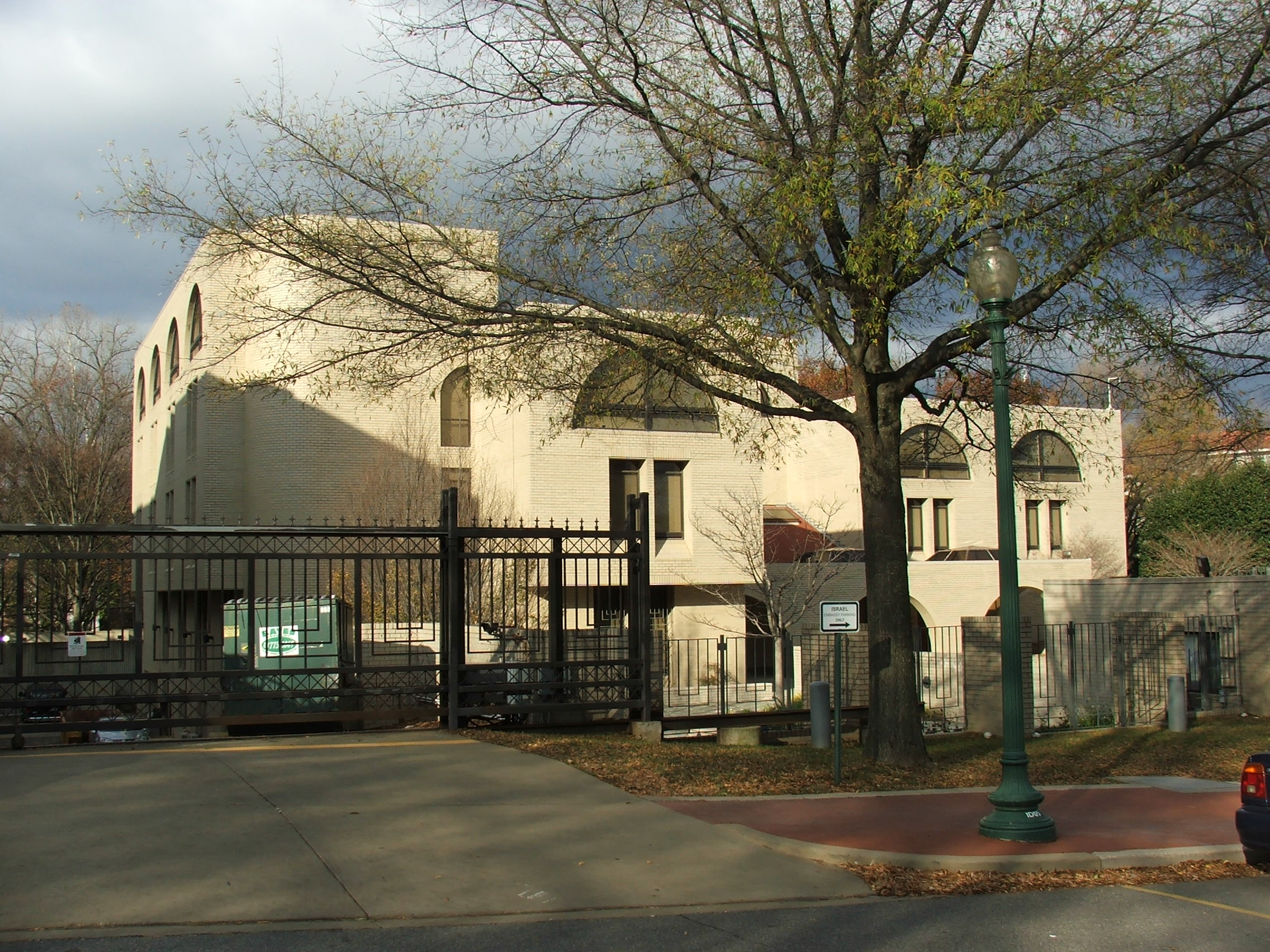
Cổng trước Đại sứ quán Israel, nơi Bushnell tự thiêu.

Bushnell đã soạn thảo một bản di chúc trước khi tự thiêu, trong đó anh để lại số tiền tiết kiệm quyên góp cho Quỹ cứu trợ trẻ em Palestine và một con mèo của anh giao cho hàng xóm sau khi qua đời. Vào lúc 10 giờ 54 phút ngày 25 tháng 2 năm 2024 theo giờ địa phương, buổi sáng ngày tự thiêu, Bushnell đã đăng tải một trạng thái trên Facebook: "Nhiều người trong chúng ta hẳn cũng muốn tự hỏi: 'Tôi sẽ làm gì nếu còn sống trong thời kỳ nô lệ? Hay là thời kỳ Jim Crow ở miền Nam? Hay là thời kỳ phân biệt chủng tộc? Tôi sẽ làm gì nếu quốc gia của mình đang phạm tội ác diệt chủng?' Câu trả lời là bạn đang tiếp tay cho điều đó. Ngay bây giờ." Anh cũng đã gửi một tin nhắn đến các phương tiện truyền thông trước khi lên kế hoạch tự thiêu rằng, "Hôm nay, tôi dự định thực hiện một hành động cực đoan phản đối lại nạn diệt chủng người Palestine".
Vào khoảng 12 giờ 58 phút ngày 25 tháng 2 năm 2024 theo giờ địa phương, Bushnell, mặc quân phục, đến gần đại sứ quán Israel ở Washington, D.C. thực hiện hành động tự thiêu để phản đối cuộc chiến ở Gaza. Anh đã tạo một tài khoản Twitch dưới cái tên "LillyAnarKitty" cùng lá cờ Palestine làm biểu ngữ hồ sơ, với chú thích "Palestine tự do". Trong lúc phát trực tiếp, anh đi về hướng đại sứ quán và nói:
Tôi là thành viên tại ngũ trong Lực lượng Không quân Hoa Kỳ. Và tôi sẽ không còn là một đồng lõa với nạn diệt chủng nữa. Tôi sắp tham gia vào một hành động phản kháng cực đoan. Nhưng so với những gì người dân đã trải qua ở Palestine dưới bàn tay của những kẻ thực dân — nó không hề cực đoan chút nào. Đây là điều mà giai cấp thống trị của chúng ta quyết định là bình thường.

Bên ngoài đại sứ quán, Bushnell đặt camera xuống, đứng trước cổng, và đổ chất lỏng dễ cháy lên người. Một nhân viên an ninh đã đến gần Bushnell, hỏi xem anh ta có cần sự giúp đỡ hay không nhưng đã bị phớt lờ.
Sau khi tự thiêu, Bushnell liên tục hô to "Palestine tự do!" khi bản thân bị bốc cháy và cuối cùng ngã xuống đất. Nhân viên an ninh đã gọi điện hỗ trợ. Một sĩ quan mật vụ đã tiếp cận hiện trường, chĩa súng vào Bushnell ngoài camera và ra lệnh cho anh ta "nằm xuống" nhiều lần trong khi một sĩ quan cảnh sát khác hét lên "Tôi không cần súng, tôi cần bình chữa cháy!" Nhiều sĩ quan sau đó đã đến hiện trường và xịt bình chữa cháy lên người Bushnell. Anh đã được Sở Cứu hỏa & Dịch vụ y tế chở đến bệnh viện địa phương. Khoảng 7 giờ sau khi tự thiêu, Bushnell được xác nhận đã tử vong do bỏng vào lúc 20 giờ 6 phút theo giờ địa phương.

## Điều tra
Cơ quan Mật vụ, Sở Cảnh sát Đô thị và Cục Rượu, Thuốc lá, Súng và Chất nổ thông báo sẽ điều tra vụ việc. Cảnh sát Đô thị từ chối xác nhận tính xác thực của đoạn video phát trực tiếp và Không quân Hoa Kỳ đã trích dẫn các chính sách thông báo cho gia đình khi từ chối phát biểu ban đầu. Một đơn vị xử lý bom đã được cử đi điều tra mối lo ngại về một chiếc xe được nghi ngờ liên quan đến Bushnell. Khu vực này sau đó được tuyên bố an toàn khi không phát hiện mối nguy hiểm.
Một báo cáo công khai do Sở Cảnh sát Đô thị đưa ra với các phóng viên nói rằng Bushnell "có dấu hiệu suy sụp tinh thần" — cụ thể là anh ta đã "dùng một chất lỏng không xác định và tự thiêu" — trước khi Cơ quan Mật vụ có thể tiếp cận anh. Người phát ngôn của đại sứ quán Israel cho biết không có nhân viên nào bị thương trong vụ việc.

## Phản ứng

### Trong nước

#### Quan chức dân cử
Khi nhận được câu hỏi của Associated Press về việc liệu "vụ tự thiêu của Bushnell có thể cho thấy rằng có vấn đề sâu sắc" với việc quân nhân Hoa Kỳ lo ngại về cách sử dụng vũ khí hay không, Thư ký Báo chí Lầu Năm Góc Patrick S. Ryder cho biết tái khẳng định sự ủng hộ của Hoa Kỳ đối với các hoạt động của Israel.
Một ngày sau cái chết được tuyên bố của Bushnell, Thượng nghị sĩ cánh tả Bernie Sanders tuyên bố rằng, "Đây rõ ràng là một thảm kịch khủng khiếp, nhưng tôi nghĩ nó nói lên nỗi tuyệt vọng sâu sắc mà rất nhiều người đang cảm thấy hiện nay về thảm họa nhân đạo khủng khiếp đang diễn ra ở Gaza, và tôi chia sẻ những mối quan tâm sâu sắc đó". Vào ngày 7 tháng 3, Thượng nghị sĩ Đảng Cộng hòa Tom Cotton cho biết Bushnell đã thực hiện "hành động bạo lực khủng khiếp — nhằm hỗ trợ một nhóm khủng bố", và đề xuất hai dự luật sẽ thu hồi giấy phép an ninh của những cá nhân bày tỏ sự ủng hộ đối với các tổ chức khủng bố nước ngoài, cũng như hệ thống hóa các quy định pháp luật cấm quân nhân tham gia biểu tình.

#### Khác

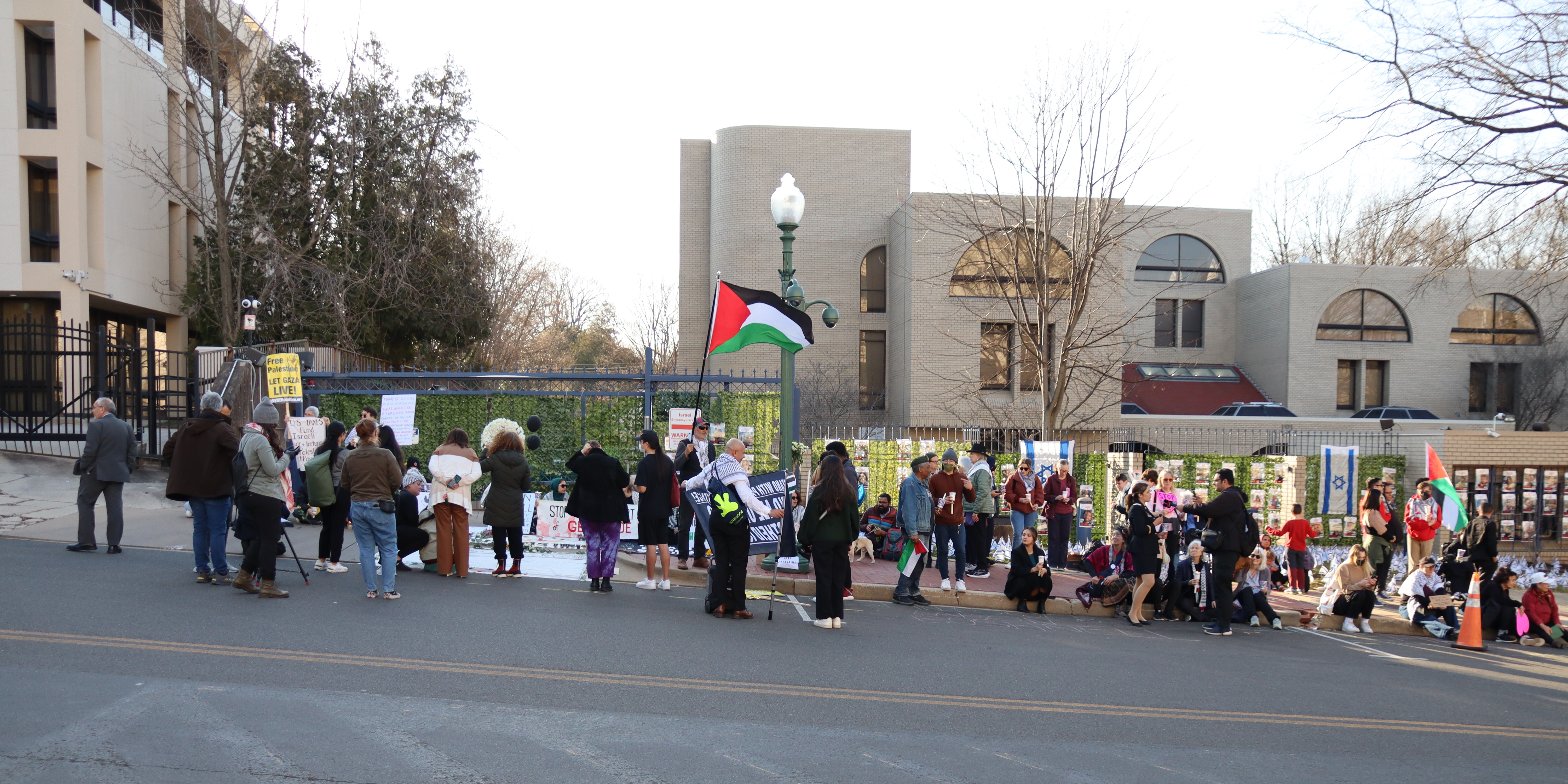
Buổi cầu nguyện cho Aaron Bushnell được tổ chức bên ngoài đại sứ quán Israel vào ngày 26 tháng 2 năm 2024.

Sau khi tự thiêu, hành động của Bushnell đã được các nhà hoạt động như Aya Hijazi, cũng như ứng cử viên Đảng Xanh Hoa Kỳ Jill Stein và ứng cử viên độc lập Cornel West ca ngợi. Một số người trên mạng xã hội đã xem hành động này như một anh hùng và hy sinh. Một số người Palestine gọi anh là tử đạo. Tuy nhiên, một số khác cho rằng vụ tự sát của Bushnell không nên được ca ngợi hay xem là một hình thức phản kháng chính trị hợp pháp, đồng thời cảnh cáo về những "kẻ bắt chước" có thể làm theo. Một số người đã sử dụng thuật ngữ "giáo phái chết chóc" để mô tả sự tôn thờ và ca ngợi của công chúng về vụ tự sát của anh.
Nhiều người tự nhận mình là quân nhân đã đưa ra những nhận xét hài hước, chẳng hạn như gọi anh là "the Airman a la Flambé" khi nói về Bushnell trên mạng. Những người khác đã chỉ trích các chỉ huy của Bushnell vì cho rằng họ có thể giúp anh ta từ bỏ hành động của mình.
Vào ngày 26 tháng 2 năm 2024, một buổi cầu nguyện tưởng nhớ anh đã được tổ chức trước đại sứ quán Israel với sự tham dự của 100 người. Các buổi cầu nguyện tiếp theo được tổ chức tại các thành phố khác của Hoa Kỳ, một số do nhóm phản chiến Code Pink tổ chức. Ngày 28 tháng 2 năm 2024, một buổi cầu nguyện khác cũngđược tổ chức bên ngoài Tòa nhà Liên bang Wyatt ở Portland, Oregon, bởi nhóm vận động About Face: Veterans Against the War, với sự xuất hiện của nhiều cựu chiến binh xếp hàng và thay phiên nhau đốt quân phục của họ trước một biểu ngữ hô "Cựu chiến binh nói: Palestine tự do! Hãy nhớ đến Aaron Bushnell".

### Quốc tế

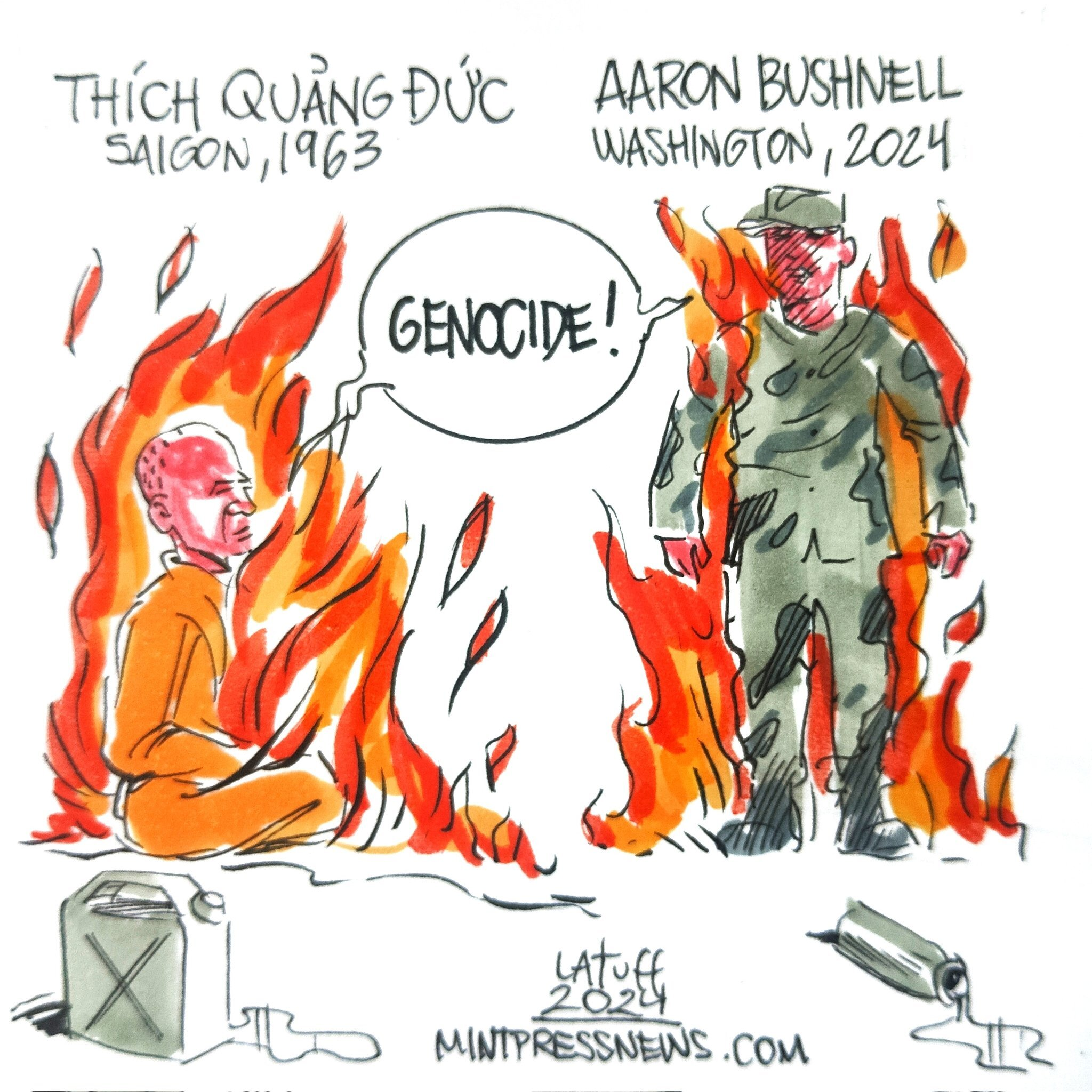
Một bức tranh biếm họa chính trị của họa sĩ người Brazil Carlos Latuff so sánh Bushnell với Thích Quảng Đức.

Hamas đã ca ngợi hành động của anh và bày tỏ "sự chia buồn chân thành" tới bạn bè và gia đình của Bushnell, đồng thời thông báo trong một tuyên bố trên Telegram rằng "anh ấy đã bất tử hóa tên tuổi của mình như một người bảo vệ các giá trị con người và sự áp bức đối với những người dân Palestine đau khổ vì chính quyền Hoa Kỳ và những chính sách bất công của nó" trong khi mô tả anh ta như một "phi công anh hùng". Mặt trận Bình dân Giải phóng Palestine đã đưa ra tuyên bố tôn vinh Bushnell, mô tả hành động này là "sự hy sinh cao cả nhất". Nhà hoạt động người Palestine Mohammed el-Kurd mô tả hành động của anh là một "lời kêu gọi hành động" nhằm "làm suy yếu những chế độ đang giết chết chúng ta".
Lãnh tụ tối cao Iran Ayatollah Khamenei nhấn mạnh hành động của Bushnell trong hai tuyên bố trên X được đăng cách nhau vài giờ. Bài viết đầu tiên đã chỉ trích "các chính sách chống nhân loại đáng hổ thẹn của phương Tây liên quan đến nạn diệt chủng ở Gaza" trong khi bài viết còn lại chỉ ra "sự diệt chủng" ở Gaza là quá sức chịu đựng đối với "người trẻ được nuôi dưỡng trong văn hóa phương Tây". Viết trên tờ Jerusalem Post, Seth Frantzman cáo buộc các tài khoản mạng xã hội thân Iran đã khai thác hành động phản đối của Bushnell trên các phương tiện truyền thông tiếng Anh theo lệnh của chế độ Iran.
Các quan chức ở thành phố Jericho của Palestine vào ngày 10 tháng 3 thông báo rằng họ đã đặt tên một con phố để vinh danh Bushnell.

## Thông tin sai lệch
Ngay sau cái chết của Bushnell, một ảnh chụp màn hình bịa đặt được lan truyền trên mạng xã hội cho thấy một tài khoản Reddit do Bushnell điều hành đưa ra nhận xét "Palestine sẽ tự do khi tất cả người Do Thái chết". Trang web kiểm tra sự thật Snopes xác định ảnh chụp màn hình là một trò lừa bịp. Một số người đã đăng bình luận công khai cho rằng có một cá nhân được nhìn thấy trên video chĩa súng vào Bushnell là lính canh Israel; thay vào đó, cá nhân này là một thành viên mặc đồng phục của Cơ quan Mật vụ Hoa Kỳ, được cho là đang cố gắng đảm bảo an toàn cho hai người khác đang cố gắng dập lửa từ Bushnell.
Nhiều người dùng X đã công bố nhiều thông tin cho rằng tổ chức tình báo Israel Mossad đã chế nhạo cái chết của Bushnell. Đây hóa ra là những tuyên bố sai sự thật dựa trên việc nhầm tài khoản nhại giả với tài khoản Mossad thật.